# 谷尻萌
谷尻 萌（たにじり もえ、1999年（平成11年）2月10日 - ）は、日本のキャスター、タレント。セント・フォース所属。夫は株式会社グレープカンパニー代表取締役社長の中村歩。京都府出身。

## 来歴
同志社大学社会学部在学中の2019年1月、大阪・今宮戎神社の新春行事「十日戎」に花を添える福むすめとして活動し、代表4名に選出された。同年6月にセント・フォースの関連会社であるセント・フォース関西に所属。同年10月5日から沖田愛加の後任としてフジテレビ系『めざましどようび』のお天気キャスターを務める。
2021年3月、大学卒業を自身のInstagramで報告。同時に中学・高校社会科の教育職員免許状を取得した事を公表した。
2024年3月16日、自身が11代目お天気キャスターを務める「めざましどようび」にて、株式会社グレープカンパニー代表取締役社長の中村歩と結婚したことを発表した。
2024年3月30日をもって、5年半務めた『めざましどようび』のお天気キャスターを退任し、4月1日からは『めざましテレビ』のフィールドキャスターに就任した（なお、不定期でエンタメリポーターも務める）。

## 人物
- 京都府出身。
- 趣味はフルート、ピアノ、ストレッチ。
- 特技はスキー。
- 保有している資格は、漢検準1級、ニュース検定2級、英検2級、スキー検定2級、中学校教諭一種免許状（社会）、高等学校教諭一種免許状（公民）[5]。
- セミが好き[6]。
- 目標とするキャスターは所属事務所の先輩で、過去に『めざましテレビ』で気象キャスターを務めていた皆藤愛子[7]。

## 出演
- めざましどようび（フジテレビ）
  - （2019年10月5日 - 2024年3月30日） - 11代目お天気キャスター
  - （2022年8月6日） - 阿部華也子新型コロナウイルス感染による療養時の総合司会(メインキャスター)兼エンタメキャスター兼エンタメリポーター(代行)時[8]
  - （2022年8月20日、10月15日、11月26日、12月10日） - 「もえ予報」コーナー担当
  - （2023年1月7日 「かや予報」コーナー出演）

- めざましテレビ（フジテレビ）
- エンタメリポーター（不定期）
- フィールドキャスター（2024年4月1日 - ）
- 『やってモエ！』担当（不定期）
  - （2020年4月10日 - 6月26日）- 金曜お天気キャスター ※2班体制で担当していた。
  - （2022年2月21日 - 25日）- 阿部華也子冬季休暇時のお天気キャスター（代行）
  - （2022年4月8日 - 2024年3月29日）- 8代目お天気キャスター（金曜担当）
  - （2022年5月2日・3日・2023年2月15日・12月11一14日・2024年3月11日～14日） - 林佑香欠席時のお天気キャスター（代行）
  - （2022年9月23日・2023年3月21日） - 祝日特別企画コーナー担当

- 土曜日やんなぁ?（朝日放送ラジオ、2023年7月8日 - ）
- サラリーマン山崎シゲル（FOD SHORT、2025年7月1日 - ）[9]

## 書籍

### 写真集
- 原色美人キャスター大図鑑2020（2020年1月22日、文藝春秋）ISBN 978-4160070042
- デジタル写真集「Sweet Sunshine」（2020年5月9日、小学館）
- 1st写真集「萌え旅」（2023年3月27日、宝島社）ISBN 978-4299040541

### 雑誌
- 週刊ビッグコミックスピリッツ 2020年26号（2020年5月25日、小学館）

### カレンダー
- 谷尻萌 2021年カレンダー（2020年10月17日、トライエックス） JAN 4968855212299

## インターネット
- WE BRIDGE - YouTubeチャンネル（2020年5月7日 - ）

## その他
- 一日警察署長 麻生警察署（2022年9月22日）[10][11]